# Puuluodot
Puuluodot är öar i Finland. De ligger i Finska viken och i kommunen Vederlax i landskapet Kymmenedalen, i den södra delen av landet. Öarna ligger omkring 45 kilometer öster om Kotka och omkring 160 kilometer öster om Helsingfors.
Arean för den av öarna koordinaterna pekar på är 0,5 hektar och dess största längd är 110 meter i nord-sydlig riktning. Närmaste större samhälle är Miehikkälä, 18,9 km norr om Puuluodot.